# Brenda Boardman
Brenda Boardman (nascuda el 1943) és una cercadora científica britànica, coneguda pel desenvolupament del concepte de pobresa energètica des de 1991.
És research fellow emèrita de l'Institut de Canvi Ambiental de la Universitat d'Oxford (Environmental Change Institute), i antiga cap de l'equip de recerca sobre la reducció d'emissions de carboni i codirectora del Centre de Recerca d'Energia del Regne Unit.
Va investigar com aconseguir la reducció de la demanda d'energia, en particular dels edificis i sobretot als habitatges de persones de renda baixa. Un dels factors importants que posa en relleu és el costós malgastament d'energia, sobretot per famílies pobres, dogut a la pobre qualitat de l'habitatge i llur escassa eficiència energètica.
Ha sigut membre del panel d'assessorament energètic del govern del Regne Unit i és àmpliament considerada com una de les més experimentades en el seu camp.
Va rebre la Medalla Melchett el 1998 pel seu treball en temes energètics.
Obres destacades
- 1991: Fixing Fuel Poverty: Challenges and Solutions[4]
- 2004: Achieving energy efficiency through product policy: the UK experience[5]
- 2012: Fuel poverty synthesis: Lessons learnt, actions needed[6]